# 4-苄基哌啶
4-苄基哌啶（化学式：C12H17N）是一种单胺释放剂，释放多巴胺的选择性是血清素的20到48倍。它可由哌啶和苯甲醛反应，再经催化氢化得到。它和三氟乙酸酐在二氯甲烷中反应，可以得到N-三氟甲酰基-4-苄基哌啶。